# کریس دیلی
کریس دیلی (انگلیسی: Chris Dailey؛ زادهٔ ۹ اوت ۱۹۵۹) سرمربی (بسکتبال)، و بازیکن بسکتبال اهل ایالات متحده آمریکا است.